# خوش‌نوا
خوش‌نوا (نام علمی: Gerygone) نام یک سرده از راسته گنجشک‌سانان است.

## گونه‌ها
- خوش‌نوای چتهم،  Gerygone albofrontata
- خوش‌نوای پشت‌سبز،  Gerygone chloronota
- خوش‌نوای نوک‌زرد،  Gerygone chrysogaster
- خوش‌نوای خاکستری،  Gerygone cinerea
- خوش‌نوای پهلوحنایی،  Gerygone dorsalis
- خوش‌نوای دم‌بازبزنی،  Gerygone flavolateralis
- خوش‌نوای غربی،  Gerygone fusca
- Grey gerygone, Gerygone igata
- خوش‌نوای ساده،  Gerygone inornata
- خوش‌نوای لرد هووی،  Gerygone insularis – انقراض (c.۱۹۳۰)
- خوش‌نوای حرا،  Gerygone levigaster
- خوش‌نوای نورفولک،  Gerygone modesta
- خوش‌نوای گلوسفید،  Gerygone olivacea
- خوش‌نوای پریسا،  Gerygone palpebrosa
- خوش‌نوای سینه‌قهوه‌ای،  Gerygone ruficollis
- خوش‌نوای شکم‌طلایی،  Gerygone sulphurea
- خوش‌نوای تیره،  Gerygone tenebrosa
- خوش‌نوای قهوه‌ای،  Gerygone mouki
- خوش‌نوای نوک‌بزرگ،  Gerygone magnirostris
  - خوش‌نوای بیاک،  Gerygone magnirostris hypoxantha